# Fuans
 Fuans  es una población y comuna francesa, en la región de Franco Condado, departamento de Doubs, en el distrito de Besançon y cantón de Pierrefontaine-les-Varans.

## Demografía
| 281 | 273 | 264 | 267 | 303 | 336 |
| Para los censos de 1962 a 1999 la población legal corresponde a la población sin duplicidades (Fuente: INSEE [Consultar]) |     |     |     |     |     |